# Plainfield (Ohio)
Plainfield es una villa ubicada en el condado de Coshocton en el estado estadounidense de Ohio. En el Censo de 2010 tenía una población de 157 habitantes y una densidad poblacional de 147,85 personas por km².

## Geografía
Plainfield se encuentra ubicada en las coordenadas 40°12′19″N 81°43′6″O / 40.20528, -81.71833. Según la Oficina del Censo de los Estados Unidos, Plainfield tiene una superficie total de 1.06 km², de la cual 1.06 km² corresponden a tierra firme y (0%) 0 km² es agua.

## Demografía
Según el censo de 2010, había 157 personas residiendo en Plainfield. La densidad de población era de 147,85 hab./km². De los 157 habitantes, Plainfield estaba compuesto por el 96.82% blancos, el 0.64% eran afroamericanos, el 0% eran amerindios, el 0% eran asiáticos, el 0% eran isleños del Pacífico, el 0% eran de otras razas y el 2.55% pertenecían a dos o más razas. Del total de la población el 0% eran hispanos o latinos de cualquier raza.